# Tipula cylindrata
Tipula cylindrata är en tvåvingeart som beskrevs av Doane 1912. Tipula cylindrata ingår i släktet Tipula och familjen storharkrankar. Inga underarter finns listade i Catalogue of Life.